# أوي بيترز
أوي بيترز (بالألمانية: Uwe Henrik Peters) (و. 1930 – م) هو معالج نفسي، وطبيب نفسي، وأستاذ جامعي، من ألمانيا، ولد في كيل.

## مناصب وهيئات
أدار جامعة ماينتس، وجامعة كولونيا.